# Dompte-venin
Vincetoxicum
Genre
Classification phylogénétique
Le genre botanique Vincetoxicum, les dompte-venin, regroupe des espèces de plantes à fleur originaires des régions tempérées d'Eurasie autrefois classées dans la famille des Asclépiadacées, aujourd'hui dans celle des Apocynacées.
Ce sont des plantes herbacées vivaces, parfois légèrement volubiles, à feuilles opposées. Les fleurs, groupées en cymes, sont pentamères, avec une corolle étoilée à couronne centrale distincte où les étamines sont soudées en anneau. Le fruit est formé d'une paire de follicules.
Le nom du genre est lié à des propriétés supposées, et apparemment injustifiées, de l'espèce Vincetoxicum hirundinaria, qui est au demeurant très toxique.

## Liste des espèces
Selon NCBI (24 nov. 2013)
- Vincetoxicum acuminatum
- Vincetoxicum ambiguum
- Vincetoxicum amplexicaule
- Vincetoxicum atratum
- Vincetoxicum austrokiusianum
- Vincetoxicum calcareum
- Vincetoxicum carnosum
- Vincetoxicum chekiangense
- Vincetoxicum creticum
- Vincetoxicum forrestii
- Vincetoxicum glaucescens
- Vincetoxicum hirundinaria
- Vincetoxicum hoyoense
- Vincetoxicum inamoenum
- Vincetoxicum izuense
- Vincetoxicum japonicum
- Vincetoxicum katoi
- Vincetoxicum macrophyllum
- Vincetoxicum magnificum
- Vincetoxicum mongolicum
- Vincetoxicum nigrum
- Vincetoxicum nipponicum
- Vincetoxicum ovatum
- Vincetoxicum pycnostelma
- Vincetoxicum rossicum
- Vincetoxicum stauntonii
- Vincetoxicum stocksii
- Vincetoxicum sublanceolatum
  - Vincetoxicum sublanceolatum var. macranthum
  - Vincetoxicum sublanceolatum var. sublanceolatum
- Vincetoxicum versicolor
- Vincetoxicum yamanakae
- Vincetoxicum yonakuniense

En France, on en connaît deux espèces :
- Vincetoxicum hirundinaria Medik., le dompte-venin officinal, l'espèce de loin la plus répandue, à fleurs blanc-jaune verdâtre.
- Vincetoxicum nigrum (L.) Moench, le dompte-venin noir, plante méditerranéenne relativement rare, à fleurs brun-pourpre noirâtre.